# Bulvar Rokossovskogo (stanice metra v Moskvě)
Bulvar Rokossovskogo (rusky Бульвар Рокоссовского), dříve Ulica Podbělskogo (rusky У́лица Подбе́льского) je stanice moskevského metra. Je zde zajištěn přestup na 300 metrů vzdálenou stejnojmennou stanici na Moskevském centrálním okruhu.

## Charakter stanice
Stanice se nachází na Sokolničeské lince, v její severní části a je zároveň i její konečnou. Je založená mělce pod povrchem – pouze 8 m hluboko. Má ostrovní nástupiště podpírané dvěma řadami celkem dvaceti šesti sloupů. Pojmenována je po ulici Vadima Podbělského, která však byla roku 1991 přejmenována; současný stav tak částečně mate cestující, současný název je platný od roku 2014. Ve stanici je umístěna i busta Podbělského. Výstup z nástupiště vede do dvou podzemních vestibulů. Z úseku mezi stanicemi Čerkizovskaja a Ulica podbělskogo vybíhá odbočka, na níž se nachází depo, sloužící pro celou linku. Tento mezistaniční úsek je zároveň konstruován tak, aby se stanice v budoucnu odpojila od Sokolničeské linky a stala se součástí nové plánované linky okružní.